# Вікіпедія мовою гуарані
Вікіпедія мовою гуарані (гуар. Vikipetã avañe'ẽme) — розділ Вікіпедії мовою гуарані. Створена у 2005 році. Вікіпедія мовою гуарані станом на 29 березня 2025 року містить 5895 статей, 20 648 зареєстрованих користувачів, 34 активних дописувачів, 2 адміністраторів
. Загальна кількість сторінок у Вікіпедії мовою гуарані — 13 889, редагувань — 133 412, мультимедійні файли відсутні
. Глибина (рівень розвитку мовного розділу) Вікіпедії мовою гуарані мала і становить 17.7 пунктів
. 

## Історія
- Грудень 2007 — створена 100-та стаття[2].
- Вересень 2008 — створена 1 000-на стаття[2].
- Листопад 2012 — створена 2 000-на стаття[3].